# Paxton (Florida)
Paxton es un pueblo ubicado en el condado de Walton en el estado estadounidense de Florida. En el Censo de 2010 tenía una población de 644 habitantes y una densidad poblacional de 62,19 personas por km².

## Geografía
Paxton se encuentra ubicado en las coordenadas 30°58′27″N 86°18′24″O / 30.97417, -86.30667. Según la Oficina del Censo de los Estados Unidos, Paxton tiene una superficie total de 10,35 km², de la cual 9,68 km² corresponden a tierra firme y (6,55%) 0,68 km² es agua.

## Demografía
Según el censo de 2010, había 644 personas residiendo en Paxton. La densidad de población era de 62,19 hab./km². De los 644 habitantes, Paxton estaba compuesto por el 88,98% blancos, el 3,42% eran afroamericanos, el 2,64% eran amerindios, el 0,47% eran asiáticos, el 0,47% eran isleños del Pacífico, el 0,93% eran de otras razas y el 3,11% pertenecían a dos o más razas. Del total de la población el 2,48% eran hispanos o latinos de cualquier raza.